# De Stijl

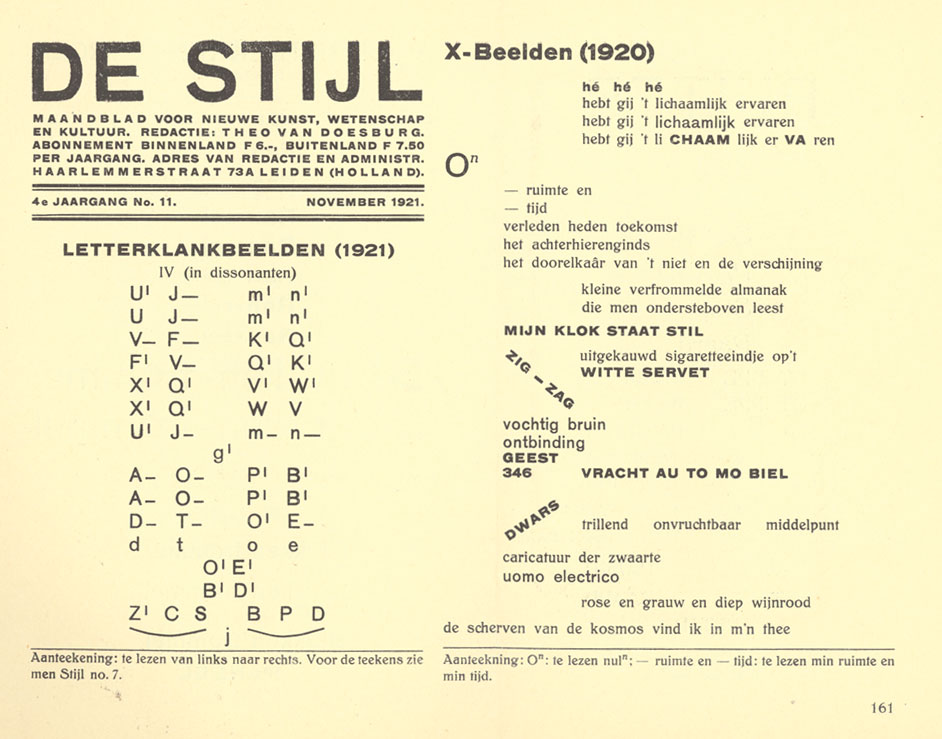
Exemplo da revista De Stijl, Letterklankbeelden, projeto gráfico de Theo van Doesburg.

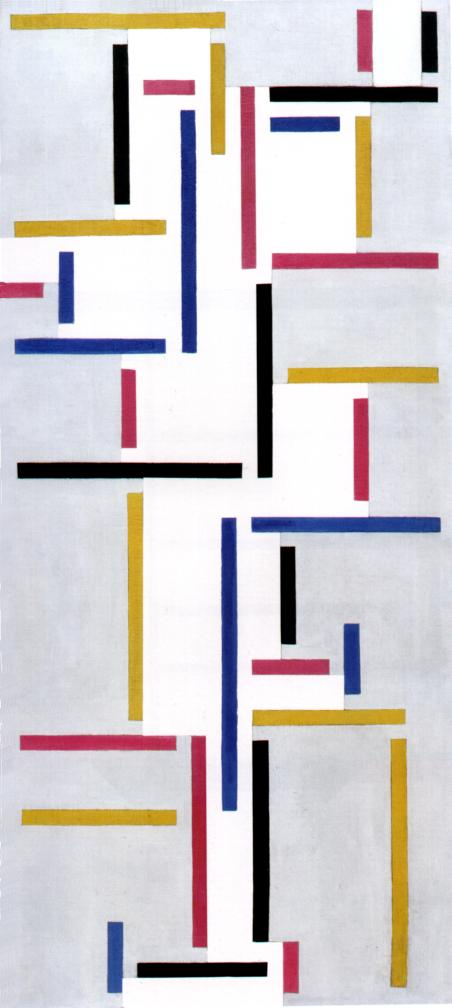
Theo van Doesburg: Ritmo de uma dança russa, 1918.

De Stijl (pronúncia [də ˈstɛɪl]), holandês para “o estilo”, foi um grupo de pintores, arquitetos e designers holandeses que fundaram uma associação de artistas e um jornal com esse nome na cidade de Leida em 1917.
Os membros fundadores foram o pintor e teórico da arte Theo van Doesburg, os pintores Piet Mondrian e Georges Vantongerloo, os arquitetos Robert van ’t Hoff, J. J. P. Oud e Jan Wils, os pintores Vilmos Huszár e Bart van der Leck, bem como o poeta Antony Kok. Até 1922, oito dos dez primeiros membros já haviam saído do grupo, e novos membros entraram, incluindo os arquitetos Gerrit Rietveld (1918) e Cornelis van Eesteren (1922) e o pintor Friedrich Vordemberge-Gildewart (1924).

## Ideais
O grupo defendia formas geométricas abstratas, ascetismo da forma de representação na arte e na arquitetura, e purismo limitado pela funcionalidade. O movimento De Stijl se parece muito com o movimento alemão Bauhaus, tanto em ideais quanto em período histórico, ambos pregando um purismo que estabeleceu as bases para a estética de todas as áreas do design. Suas concepções sobre arte estavam sob a influência do cubismo e das publicações sobre teoria da arte de Wassily Kandinsky.
No ano de 1916, Piet Mondrian conheceu o matemático e adepto da teosofia M. H. J. Schoenmaekers (1875-1944), que definiu o conceito de estilo como “o geral antes do particular”, e cujos trabalhos pseudo filosóficos Het Geloof van den nieuwen mensch (A fé no novo homem) e Het nieuwe wereldbeeld (A nova visão de mundo) foram lidos por Mondrian enquanto ele estudava teosofia. Mondrian utilizou uma grande parte da terminologia extremamente clara do Schoenmaekers para as publicações no jornal De Stijl, e devia a ele o termo principal do movimento “nieuwe beelding”, cuja tradução para o português foi neoplasticismo.

Os objetivos do grupo eram se afastar completamente dos princípios de representação da arte tradicional e desenvolver uma nova linguagem formal totalmente abstrata, que se baseava na variação de poucos princípios elementares das composições plásticas (horizontal/vertical, grande/pequeno, claro/escuro e as cores primárias). Isso significa a redução de cores para as três cores primárias, vermelho, amarelo e azul, bem como as “não-cores”, preto, cinza e branco. Os conceitos da De Stijl não funcionavam somente nas artes plásticas e na arquitetura, mas também no design de móveis e outros objetos cotidianos.

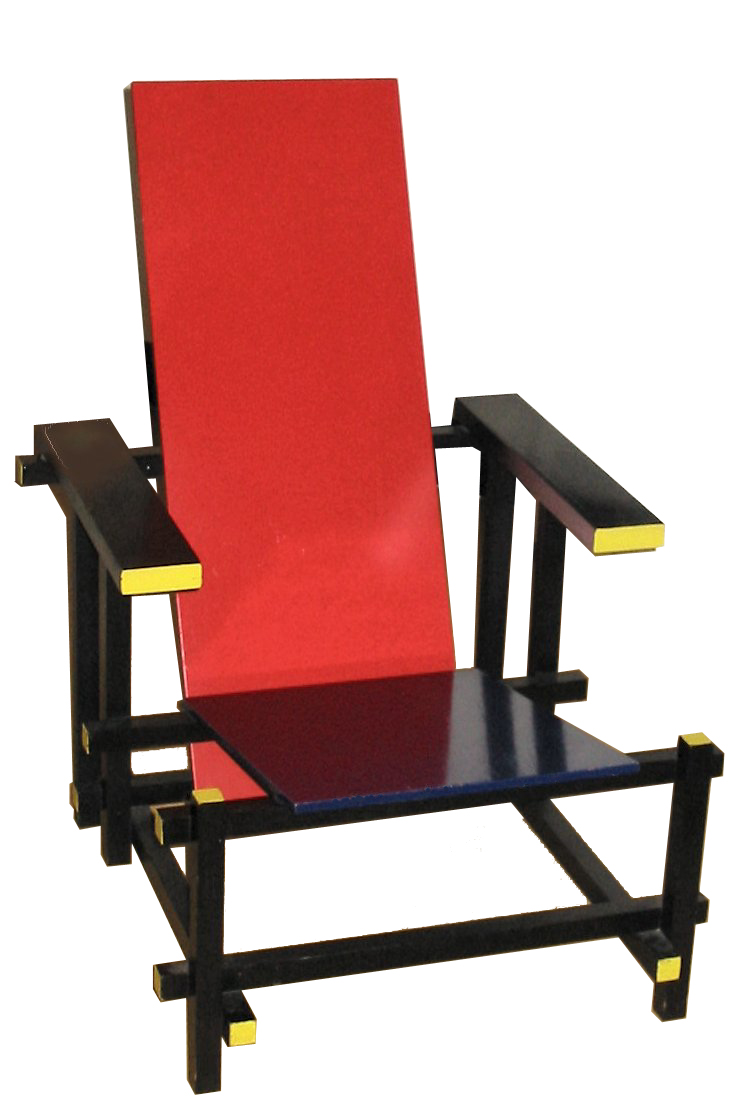
Cadeira Vermelha e Azul, projetada por Gerrit Rietveld, 1917.
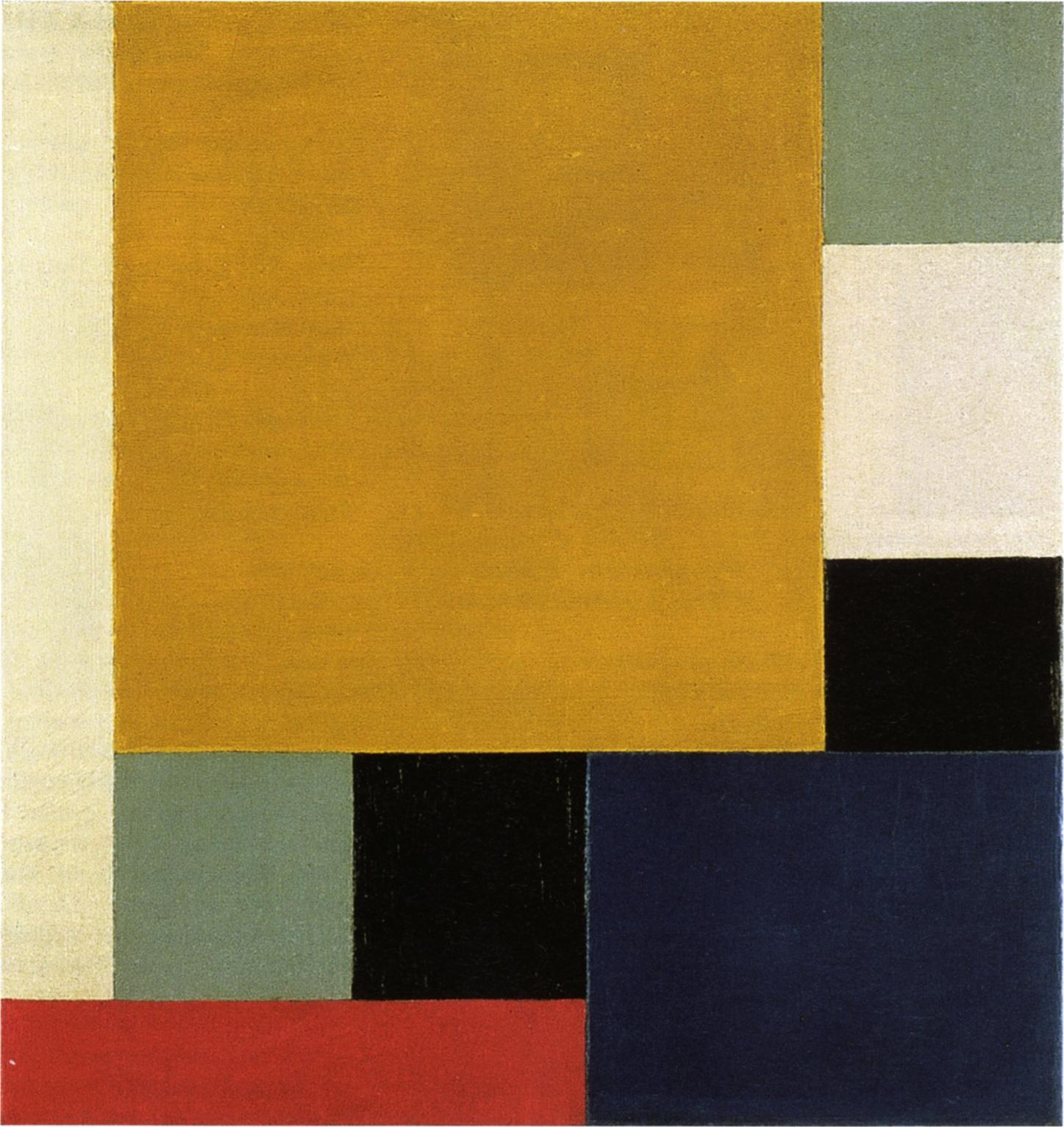
Theo van Doesburg, Composição XXII, 1922.
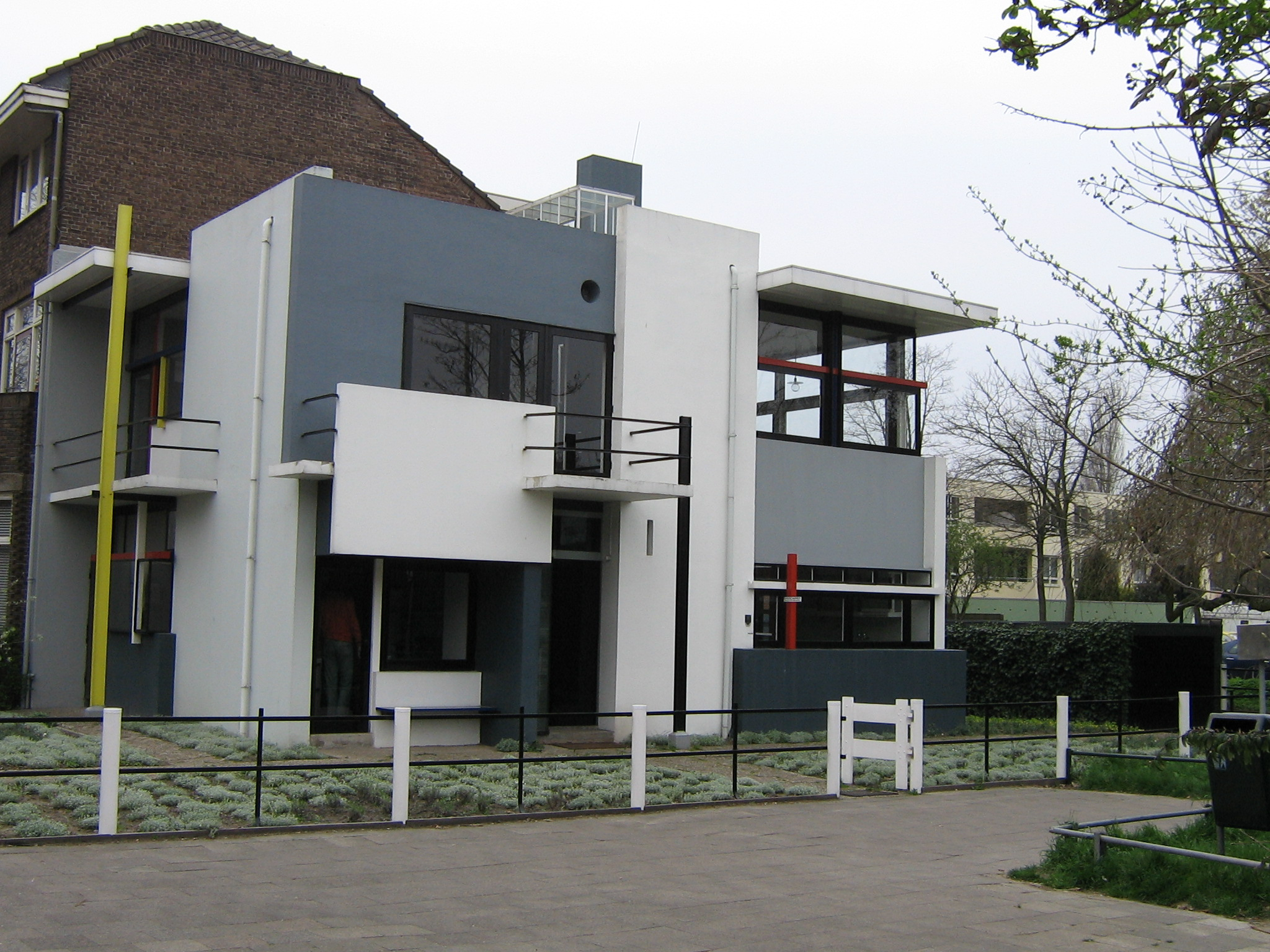
Casa Rietveld Schröder em Utrecht. Construída em 1924.

## Manifesto

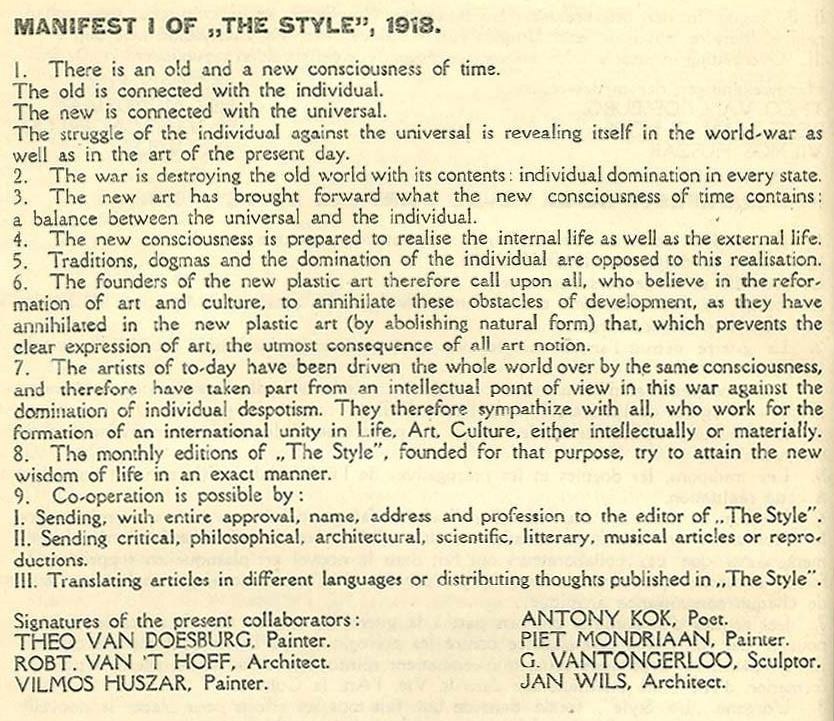
Manifesto I de 1918, versão em inglês.

Doesburg e Mondrian usaram em suas teorias sobre arte elementos de vários filósofos, principalmente Platão e Hegel, que formaram as bases para os princípios fundamentais do dualismo — em que se opunham objetivo e subjetivo, abstração e natureza, assimetria e simetria, quadri e tridimensional, cor e não-cor. Dessa forma, no “Manifesto I” de 1918 lê-se:
1.Existe uma velha e uma nova compreensão do tempo. A velha está relacionada com o individual. A nova está relacionada com o universal. A disputa entre individual e universal se mostra tanto na Guerra Mundial quanto na arte contemporânea.
2. A guerra está desestruturando o velho mundo e o seu conteúdo: predominância do indivíduo em todos os campos.
3. A nova arte trouxe à luz o que a nova compreensão do tempo contém: um equilíbrio entre o universal e o individual.
4. A nova compreensão do tempo está preparada para se realizar tanto na vida interna quanto na externa.
5. Tradições, dogmas e o predomínio do individual (do natural) estão impedindo essa realização.
6. Por isso, os fundadores das novas artes plásticas pedem a todos que acreditam na reforma da arte e da cultura para aniquilar esses obstáculos do desenvolvimento, assim como eles aniquilaram nas novas artes plásticas (abolindo as formas naturais) aquilo que impede a pura expressão artística, a consequência final de todas as formas de arte.
7. Os artistas do presente, impulsionados por uma mesma consciência em todo o mundo, tomaram parte na guerra mundial contra o domínio do individualismo e da arbitrariedade, de um ponto de vista intelectual. Eles simpatizam, então, com todos que lutam, intelectual ou materialmente, a favor da formação de uma união na vida, na arte, na cultura.
8. A publicação “De Stjil”, fundada para esse fim, pretende contribuir para essa nova visão da vida de uma maneira exata.
9. A cooperação de todos é possível através de:
I. Mandar, como prova de sua adesão, nome completo, endereço e profissão para o editor do “De Stjil”.
II. Enviar artigos críticos, filosóficos, arquitetônicos, científicos, literários e musicais, bem como reproduções para a revista mensal “De Stjil”.
III. Traduções para diferentes idiomas e divulgações dos ideais publicados no “De Stjil”.
Assinatura dos colaboradores:
Antony Kok, poeta
Theo van Doesburg, pintor
Piet Mondriaan, pintor
Robt. Van ‘t Hoff, arquiteto
G. Vantongerloo, escultor
Vilmos Huszar, pintor
Jan Wils, arquiteto

## A revista
A revista De Stijl, publicada por Theo van Doesburg, teve edições mensais de 16 de junho de 1917 até 1928, com algumas pausas. Mas anos antes de a revista ser descontinuada, o grupo já começava a se desfazer. Em 1925, Mondrian se retirou do grupo, assim como Jan Wils antes dele, por não concordar com van Doesburg, por ele ter começado, em 1923, a utilizar elementos diagonais em seu trabalho, coisa que Mondrian rejeitava. Outros artistas também optaram por seguir sozinhos, o que ajudou a ampliar e desenvolver as teorias do De Stijl. Após a morte de van Doesburg em 1931, foi publicada uma edição especial da revista em sua homenagem.

## Arquitetura
Apesar de o movimento De Stijl, ao contrário da Escola de Amsterdã, ter começado como uma exploração artística, ao transferir suas explorações para o campo da arquitetura, logo produziu exemplos igualmente significativos de construções modernas. Uma das primeiras expressões arquitetônicas do movimento foi a Villa Henny, em Huis ter Heide, perto de Utrecht, projetada por Robert van ’t Hoffs e construída com concreto armado (1914-16). O uso de concreto armado para a construção de edifícios residenciais foi inovador tanto aqui, quanto na Maison Dom-ino, de Le Corbusier. Com suas rigorosas linhas retas, formas simples e sua impressionante ênfase no horizontal, a Villa Henny é uma importante precursora da arquitetura funcionalista moderna.

## Curiosidades
A banda norte-americana The White Stripes chamou a atenção para o movimento e seu estilo com o álbum De Stijl. A banda dedicou o álbum tanto para Blind Willie McTell como para Gerrit Rietveld.

## Leia também
- Arte concreta
- Neoplasticismo
- Casa Rietveld Schröder
- Cadeira Vermelha e Azul
- Bauhaus